# Сант'Андреа Пелаго (Модена)
Сант'Андреа Пелаго је насеље у Италији у округу Модена, региону Емилија-Ромања.
Према процени из 2011. у насељу је живело 130 становника. Насеље се налази на надморској висини од 912 м.